# Ruben Rampazzo
Ruben Rampazzo (Bolzano, 22 agosto 1993) è un ex hockeista su ghiaccio italiano, di ruolo difensore.

## Carriera

### Club
Rampazzo nacque a Bolzano ma crebbe a Soprabolzano, frazione di Renon. Hockeisticamente crebbe nelle giovanili del Ritten Sport, vincendo anche un titolo italiano under 20, ma per un anno giocò anche nel campionato under 18 tedesco con la maglia dell'ESV Kaufbeuren.
Dal 2011 entrò a far parte (fatti salvi alcuni incontri disputati coi farm team HC Gherdëina e SV Caldaro nella seconda serie) della prima squadra del Ritten Sport, con cui vinse la Coppa Italia 2013-2014 nella finale vinta ai rigori contro l'HC Val Pusteria. In finale sempre contro il Val Pusteria quello stesso anno vinse il primo scudetto in carriera.
L'anno successivo firmò un contratto di due anni con gli elvetici dell'Hockey Club Davos. Nel settembre dello stesso anno venne mandato in prestito all'EHC Olten, squadra della Lega Nazionale B.
A causa dello scarso impiego con l'EHC Olten, Rampazzo il 13 gennaio 2015 ritornò a vestire la casacca del Ritten Sport, sempre in prestito, fino al termine della stagione.
Tornato al Davos, disputò l'intera stagione 2015-2016 con la squadra dei Grigioni, guadagnandosi il rinnovo del contratto. Nella stagione successiva tuttavia raccolsse solo due presenze, trascorrendo la maggior parte della stagione in prestito all'Hockey Thurgau.
Nell'agosto del 2017 gli venne offerto un periodo di prova con il Visp, che il giocatore superò guadagnandosi un contratto annuale.
Nell'estate del 2018 lasciò la Svizzera per trasferirsi nella Allsvenskan svedese firmando un accordo annuale con la maglia dell'IK Pantern. A causa di un infortunio al ginocchio, raccolse solo quattro presenze, prima di essere girato in prestito, nel gennaio 2019, all'Helsingborgs HC.
Rampazzo, tuttavia, non si riprese più dall'infortunio, raccogliendo una sola presenza, per poi annunciare il ritiro durante l'estate successiva.

### Nazionale
Con le rappresentative giovanili giocò un mondiale Under 18 di Prima Divisione (2011) e due mondiali Under 20 di Prima Divisione Gruppo B (2012 e 2013).
Nel mese di novembre del 2014, in occasione dell'Euro Ice Hockey Challenge, fece il suo debutto con la maglia della Nazionale maggiore contro la Polonia.

### Allenatore
Dal 2020 è nel team di allenatori delle giovanili della squadra finlandese del Pelicans Lahti, dapprima come assistente allenatore dell'Under-16, poi dell'Under-18.

## Palmarès

### Club
- Campionato italiano: 1

Renon: 2013-2014
- Coppa Italia: 2

Renon: 2013-2014, 2014-2015

### Giovanili
- Campionato italiano U20: 1

Renon: 2012-2013

### Individuale
- Miglior difensore del Campionato mondiale di hockey su ghiaccio Under-18 - Prima Divisione: 1

Lettonia 2011
- Miglior Plus/Minus del Campionato mondiale di hockey su ghiaccio Under-18 - Prima Divisione: 1

Lettonia 2011 (+7)